# ناصر سيف
ناصر سيف (17 نوفمبر 1960 -) هو ممثل مصري.

## حياته ونشأته
من مواليد 17 نوفمبر 1960م في حي المنشية الجديدة بمدينة المحلة الكبرى التابعة لمحافظة الغربية. تخرج في المعهد العالي للفنون المسرحية قسم (تمثيل وإخراج). ظهرت لديه الموهبة الفنية منذ طفولته، فألحقه والده بالعمل في المسرح الخاص بشركة الغزل والنسيج بالمحلة كملقن للممثلين، وهو الأمر الذي شجع المخرجين والمؤلفين على أن يستعينوا به في بعض الأعمال البسيطة، كاختبار للمهارة الفنية بجانب مهارة الحفظ. في عمر الثالثة عشر شارك بأداء دور صغير في المسلسل الديني (محمد رسول الله إلى العالم). مع بداية الثمانينات شارك سيف بأدوار صغيرة في الدراما التليفزيونية، ثم ما لبثت أن أصبحت أكبر وإن لم يصل أبدًا إلى البطولة.

## أعماله

### أفلامه
| - فين قلبي؟: 2017 - كبير الحلم: 2014 - السفاح: 2009- (مصطفى) - المطربون في الأرض: 1996 - ناصر 56: 1996 - الرصيف: 1993- (حسن (لأول مرة)) | - الطريق إلى إيلات: 1993- (ملازم أول بحري نادر أحد الصفادع البشرية) - نوع آخر من الجنون: 1992- (شريف) - أحلامنا الحلوة: 1992 - مولد نجم: 1991- (عادل) - كل شيء قبل أن ينتهي العمر: 1987 | - امراة مطلقة: 1986 - حد السيف: 1986 - ملف في الآداب: 1985- (هشام) - لا تسألني من أنا: 1984 - عالم وعالمة: 1983- (حسين المحقق) |

### مسلسلاته
| - إسود فاتح: 2020 - كلبش3: 2019 - إزي الصحة: 2017 - فوبيا: 2017 - طاقة القدر: 2017 - نوايا بريئة: 2016 - سمرا: 2016- (ضيف شرف) - الخروج: 2016- (خالد البنا (ضيف شرف)) - السبع بنات: 2016- (عزت) - ألف ليلة وليلة: 2015- (الملك ياشين) - البيوت أسرار: 2015- (رشيد النحاس) - ألوان الطيف: 2015 - قناة السويس: 2015 اذاعي - المطلقات: 2015 - دهشة: 2014- (أبو الضيف) - شمس: 2014- (عماد) - الخطيئة: 2014- (حسين القطان) - بنت اسمها ذات: 2013- (منصور) - نقطة ضعف: 2013 - بالأمر المباشر: 2012 - الإمام محمد عبده: 2012 اذاعي - نابليون والمحروسة: 2012 - كاريوكا: 2012- (محمد باشا سلطان) - زي الورد: 2012 - الشوارع الخلفية: 2011- (علاء) - قصة حب: 2010- (طارق) - كليوباترا: 2010 - بالشمع الأحمر: 2010 - أرواح هادئة: 2009 | - شطحات نسائية: 2009 - سيت كوم - بشرى سارة: 2009- (عمرو) - حكايات رمضان أبو صيام: 2009 - صدق وعده: 2009- (الأرقم بن أبي الأرقم) - الدنيا لونها بمبي: 2009 - علي مبارك: 2008 - التخطيط الحلزوني: 2007 - أولاد الليل: 2007 - قيود من نار: 2007 - والحب اقوى: 2006 - نصر السماء: 2006 - العندليب حكاية شعب: 2006- (حسين الشافعي) - مباراة زوجية: 2006 - الإمام المراغي: 2006 - زهرة في الأرض البور: 2005 - كارنتينا: 2005 - أوراق مصرية (ج3): 2004 - الطارق: 2004- (طريف) - قاسم أمين: 2002 - بيت الزعفراني: 2000 - الحب والاختيار: 2000 - نساء في الغربة: 2000 - عندما تثور النساء: 2000 - حاره المعز: 2000 - كنز السلطان قلاووظ: 1999 - علاء الدين والأميرة ياسمين: 1999 - امسك الخشب: 1999 | - أم كلثوم: 1999- (الشيخ خالد) - يا قلبي لا تبكي: 1999 - وداعا أيها الأمل (لعبة الحياة): 1998 - نون النسوة: 1998 - أم العروسة: 1998- (جلال) - هاربة من الجحيم: 1998 - عباسية واحد: 1997 - ويبقي امل: 1997 - السير علي رمال ساخنة: 1996 - دوائر الحب والوهم: 1996 - أولاد حضرة الناظر: 1996 - ليالي الحلمية (ج5): 1995- (المهندس طارق) - العائلة: 1994- (أحمد) - القضاء في الإسلام (ج5، 8): 1994، 1995 - سر الأرض: 1994 - هنادي: 1993 - محمد رسول الله إلى العالم: 1993 - الوعد الحق: 1993- (رباح وأبنه بلال) - حواديت فكري أباظة: 1993 - العودة الأخيرة: 1993 - بيت العائلة: 1993 - وكان لقاء: 1992- (أحمد الابن الثاني لأحمد أبوالنصر) - تحت ظلال السيوف: 1991- (ابن زفر وسهية) - وداعا يا ربيع العمر: 1991 - رأفت الهجان (ج2، 3): 1990، 1991- (يسري) - شارع المواردي (ج1، 2): 1990، 1995- (إسماعيل الجندي) | - الزائرة: 1989 - محاكمة الجيل: 1989 - البيت الكبير: 1988 - دوار يازمن: 1988 - ثمار الشوك: 1988 - الضابط والمجرم: 1987 - برج الاكابر: 1987 - الطبري: 1987 - رفاعة الطهطاوي: 1987 - الأنصار: 1986 - الحب وأشياء أخرى: 1986 - بلاط الشهداء: 1985- (جابر) - أبواب المدينة (ج2): 1983- (طلعت) - حتى لا يختنق الحب: 1983 - رفقا ايها الابناء - الحب والطوفان - الإمام مسلم- (خالد) - الأنصار - المرقش شاعر الحزن - رفع الستار - الدنيا وما فيها - لم يكن أبدا لها - إثنين .. إثنين- (ضيف الحلقات) - البريمو - المرأة الأخرى - نداء الفجر- (الحسن) - بيت العيلة |

مسلسل نقطة تحول

### مسرحيات
| - عبور وانتصار 2017 - عالم أقزام: 2009 - طلوع النهار أول الليل: 2005- (ممثل/إبن المعتز) - منمنمات تاريخية: 2000- (شرف الدين) - العصمة في إيد حماتي: 2000- (فؤاد خليل) | - الرحمة المهداة - مملكة الذئاب - مليونير بالعافية |

### سهرة تلفزيونية
| - بيت للبيع: 2006- (خليل) - اللحظة الأخيرة: 2005- (عصام فريد) - أبناء الغربة: 1990 - الأصيل - نجم العائلة - خريف لن يبدأ أبدًا | - جائزة نهاية العمر - الشقيقان - الممثل - لحظات عمر هاربة - الثأر | - الحب الأول والأخير - عيد ميلاد سعيد - وتقبلي حبي واعتذاري - عودة السيد - الرحلة | - همس الكناريا - اللغز - صاحبة العصمة - كوكب - من وراء القناع- (مراد) |

### أخرى
- الأزهر: 2016 - رسوم متحركة- (أبو القاسم التاجر)
- الحلو مايكملش: 1997 - فوازير
- الدنيا لعبة: 1995 - فوازير
- أحلام صغيرة - تمثيلية